# Torino Motors

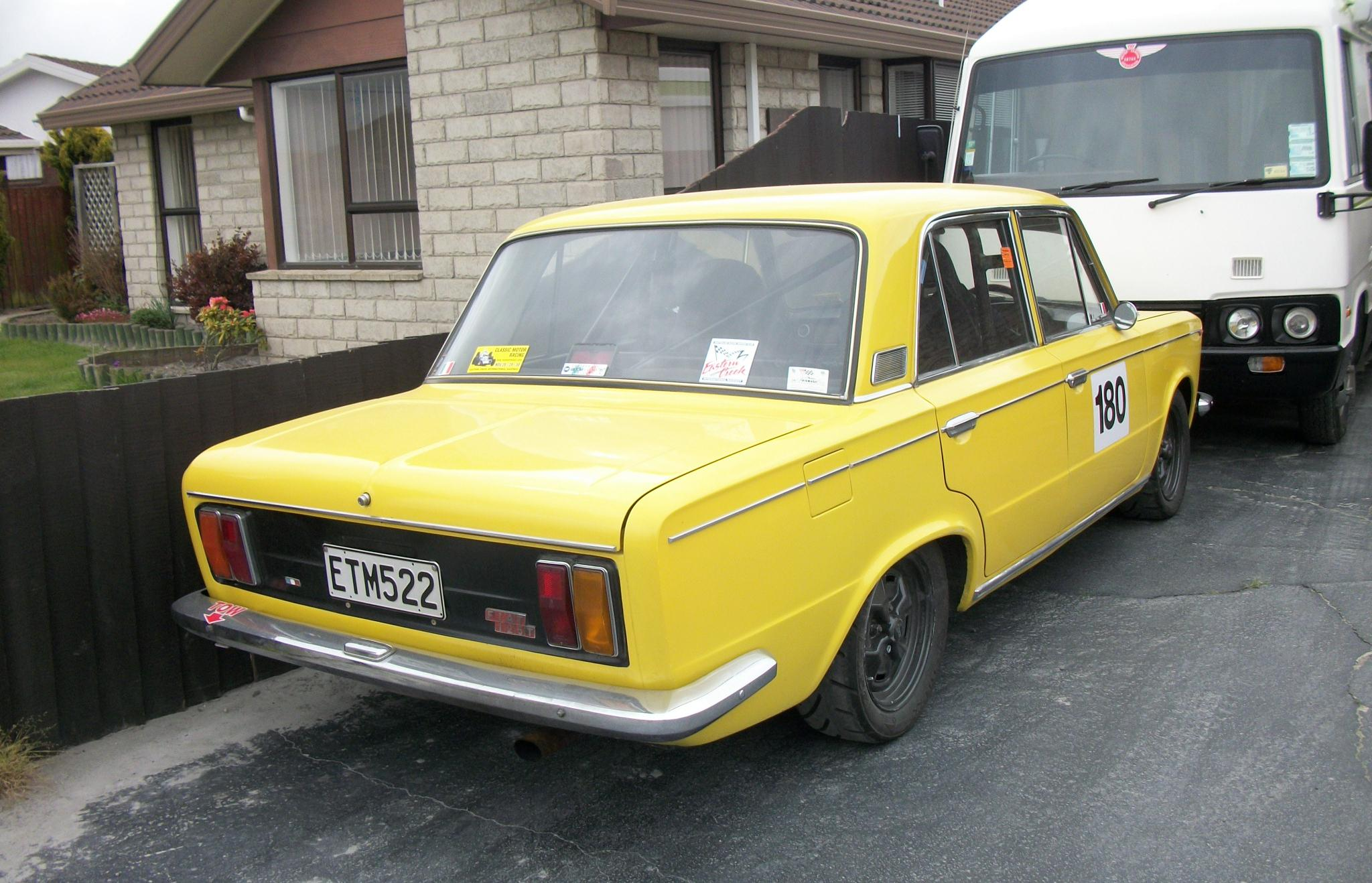
Fiat 125 T

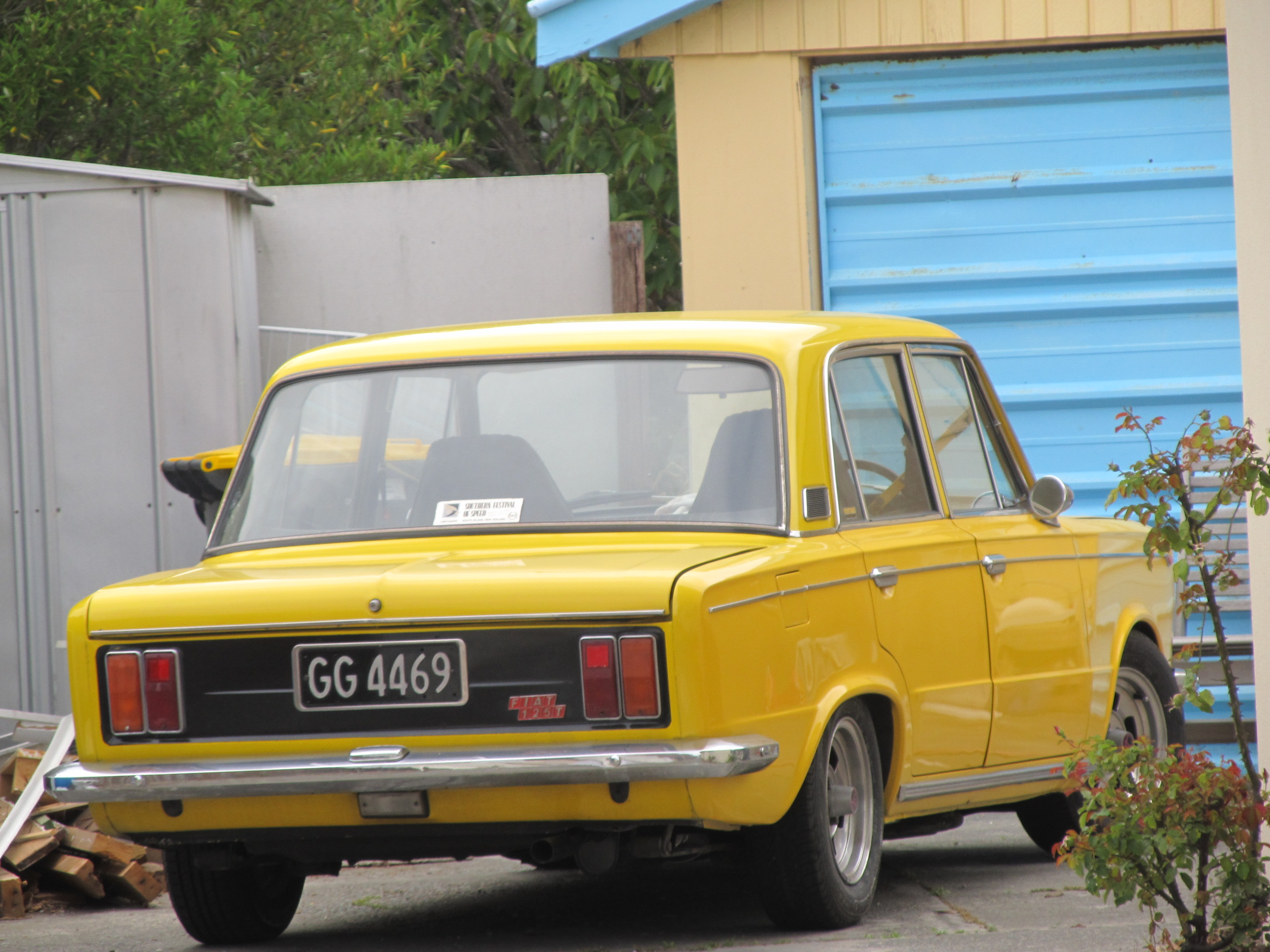
Heckansicht

Torino Motors Limited war ein neuseeländischer Hersteller von Automobilen.

## Unternehmensgeschichte
Das Unternehmen aus Auckland fertigte Fahrzeuge verschiedener Marken für das Inland. 1973 begann die Produktion eines eigenständigen Modells. Der Markenname lautete Fiat. Im gleichen Jahr endete dessen Produktion.

## Fahrzeuge
Das einzige eigenständige Modell war der Fiat 125 T, gedacht für Autorennen. Er basierte auf dem Fiat 125. Der Motor mit speziellem Zylinderkopf, Nockenwelle und Vergaser war damals der leistungsstärkste Vierzylindermotor eines neuseeländischen Herstellers. Die Karosserie der viertürigen Limousine war 5 cm niedriger als beim Original. Der Kraftstofftank war größer und das Kofferraumvolumen geringer.